# Carafă

Carafă din sticlă

O carafă este un recipient de sticlă, fără mânere, folosit pentru servirea vinului și a altor băuturi. Spre deosebire de decantoare, carafele nu includ dopuri.
În Franța, carafele sunt frecvent utilizate pentru servirea apei. Pentru a comanda o carafe d'eau („carafă de apă”) francezii mai degrabă solicită să fie serviți (gratuit) cu apă de la robinet decât cu apă îmbuteliată contra cost.

## Legături externe
- Materiale media legate de Carafă la Wikimedia Commons